# Сабине Буш
Сабине Буш (Ерфурт, 21. новембар 1962) била је немачка атлетичарка специјалиста у трчању на 400 м, 400 м препоне и стална чланица немачке штафете 4 х 400 м. Такмичила се и за Источну Немачку и за Немачку. Светска је првакиња и рекордерка на 400 м препоне на отвореом и првакиеа на 400 м у дворани.

## Спортска биографија
На Европском првенству 1982. завршила је као четврта на 400 м, а затим отвојила златну медаљу и оборила светски рекорд са штафетом 4 х 400 м, заједно са саиграчицама Кирстен Симон, Дагмар Рибсам и Марита Кох. На Светском првенству 1983. на 400 м завршила је на петом месту у полуфиналу и била елиминисана, али је освојила још једну златну медаљу на штафетом, овог пута са Гесине Валтер, Марита Кох, и Дагмар Рибсам. Победила је у јуну 1964. у Ерфурту са најбољим временом на 400 м (49,24), али је спречена да учествује на Олимпијским играма 1984. године, због бојкота Игара од стране источног блока.
Буш је 1985. променила дисциплину и успешно прешла на 400 м препоне освојивши Европски куп у Москви са 54,13 секунди. Септембра исте године у Берлин оборила је сетски рекорд Маргарете Пономарјове од 53,58, на 53,55. Сезону је завршила освојивши Светски куп у Канбери са 54,44.
На Европском првенству у атлетици у дворани 1986. у Мадриду Сабине Буш је освојила титулу на 400 метара и потврдила услех из прошле године када је на истом такмичњеу у Атини такође освојила титулу првакиње Европе. Исте године на на Европском првенству на отвореном у Штутгарту, освојила је сребрну медаљу на 400 м са препонама, изгубивши од Марина Степанове, која са 53,31, оборила и рекорд Бушове који је износио 53,53. На истом такмичењу освојила је злану медаљу са штафетом коју су поред ње чиниле Кирстен Емелман, Петра Милер и Марита Кох.
Године 1987, Буш је освојила титулу на 400 метара на Светском првенству у дворани у Индијанаполису. Врхунац каријере био је на Светском првенству у Риму, где је освојила јасну победу у 400 м са препонама у 53,62 секунди и послала светска првакиња. Другу златни медаље освојила је са штафетом еј са Кирстен Емелман, Нојбауер и Милер. На Олимпијским играма у Сеулу 1988. године завршила је као четврта у финалу на 400 м препоне. За брозналу медаљу која је освојила њена земљакиња Елен Фидлер 53,63. Бушова је трчала за 53,69. Са штафетом, Нојбауер, Емелман и Милер освојила је бронзану медаљу.
На Светском првенству 1991. у Токију, такмичила се за уједињени тим Немачке, где је елиминисана у полуфиналу са 55,93 секунди.
Лични рекорд Сабине Буш на 400 метара препоне 53,24 постигнут 1987. у Потсдаму на крају сезоне 2015. још је немачки рекорд и 24 резултат на светској ранг листи свих времена.. Њен лични рекорд на 400 м 49,24 је други резултат свих времена у Немачкој иза Марите Кох, а на светској ранг листи свих времена заузима 16 место.

## Лични рекорди
| Дисциплина    | Дисциплина   | Резултат | Место   | Даум             |
| ------------- | ------------ | -------- | ------- | ---------------- |
| 400 м         | На отвореном | 49,24    | Ерфурт  | 3. јун 1984.     |
| 400 м         | У дворани    | 53,24 НР | Потсдам | 21. август 1987. |
| 400 м препоне | На отвореном | 50,01    | Беч     | 2. фебруар 1984. |